# 張雁書
張雁書（1979年2月11日—），臺灣台南人，男子乒乓球运动员，與蔣澎龍搭配的雙打曾經排名世界第一。1998年曼谷亞運中奪得男子雙打銅牌，張雁書與蔣澎龍則在雪梨奧運男子雙打名列第5。現擔任臺北市立南湖高級中學桌球隊教練。

## 成績
- 2001年世界桌球錦標賽男子雙打銅牌
- 2001年日本公開賽賽男子單打前四名
- 2006年杜哈亞運男子團體銅牌
- 2007年世界桌球錦標賽男子雙打銅牌